# Bloomington (Minnesota)
Pour les articles homonymes, voir Bloomington.
Bloomington est une ville de l'État du Minnesota, aux États-Unis. Sa population s’élevait à 82 893 habitants lors du recensement de 2010, estimée à 85 319 habitants en 2016. Elle fait partie de l'aire urbaine de Minneapolis-Saint Paul.
Elle est le siège des entreprises Toro (jardinage) et Ceridian (systèmes électroniques de défense).

## Histoire de Bloomington

### Période coloniale

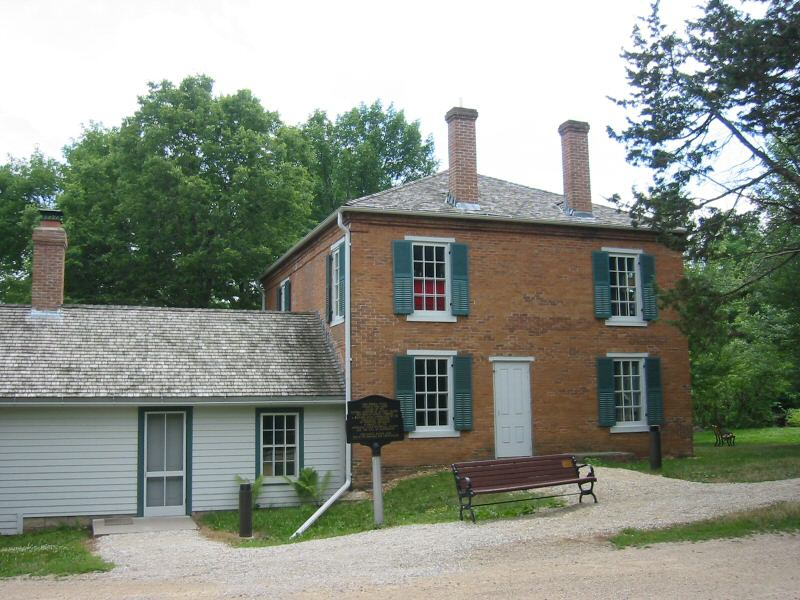
Édifiée en 1856 sur les berges de la rivière Minnesota, la maison du révérend Gideon H. Pond est désormais classée au titre du Registre national des lieux historiques.

En 1839, devant la reprise des hostilités avec les Ojibwés, le chef Cloud Man migra avec sa tribu de Sioux Mdewakanton de la région du lac Calhoun, à Minneapolis, vers le bois d’Oak Grove à Bloomington-Sud, à proximité de l'actuelle Portland Avenue. En 1843, Peter et Louisa Quinn, un couple de colons que le gouvernement avait envoyé enseigner l'agriculture aux Amérindiens, y construisit une maison en rondins le long de la rivière Minnesota. Gideon Hollister Pond, un missionnaire qui s'était rapproché de la tribu de Cloud Man et qui nous a transmis les éléments de la langue des Sioux, s'établit à son tour à cet endroit, où il fonda la mission d’Oak Grove. Pond et sa famille s'occupaient du service religieux et assuraient l'école pour les Sioux de la région. La traversée de la Minnesota à Bloomington devint possible à partir de 1849 avec la mise en service du bac par William Chambers et Joseph Dean. Ce bac resta en service jusqu'en 1889, date à laquelle on construisit le pont de Bloomington Ferry.
Au terme de la signature du traité de la Traverse des Sioux (1851), le territoire à l'ouest du Mississippi, y compris Bloomington, était ouvert à la colonisation. Un groupe de pionniers, comprenant les familles Goodrich, Whalon et Ames, occupa le site de Bloomington. Ils baptisèrent la ville « Bloomington » en référence à leur village d'origine, Bloomington (Illinois) (littéralement « champ fleuri »). Les premiers emplois étaient alors dictés par les nécessités : c'étaient des fermiers, des forgerons et des meuniers. La famille Oxborough, originaire du Canada, ouvrit un commerce sur Lyndale Avenue qu'elle appela Oxboro Heath et de nos jours, le supermarché Clover Shopping Center en occupe l'emplacement ; la clinique voisine d'Oxboro en rappelle le souvenir. La famille Baliff ouvrit une épicerie au carrefour de Penn Avenue et d’Old Shakopee Road, et Hector Chadwick, qui venait de rejoindre la colonie, ouvrit ses forges près du bac de Bloomington Ferry. En 1855, Mlle Harrison ouvrit la première école pour enfants dans Gibson House, une maison de 1859. Le 11 mai 1858, date officielle d'entrée du Minnesota dans l'Union et de sa reconnaissance en tant qu’état, la ville de Bloomington immatricula ses 25 premiers citoyens. En 1880, la population était déjà de 820 habitants. En 1892 le premier hôtel de ville voyait le jour au carrefour de Penn Road et d’Old Shakopee Road. À ce moment, les Sioux les plus proches de Minneapolis étaient les protégés de Gideon Pond.

### La croissance
Jusqu'à l'entrée en guerre des États-Unis en 1942, Bloomington n'était qu'un bourg rural de l'Etat. Mais entre 1940 et 1960, la population est passée de 1 000 à 9 000 habitants. Le moteur de cette croissance a d'abord été lié au développement de pavillons à coût modique, dotés chacun de leur propre puits de captages et d'une fosse septique individuelle, puis au boom de l'après-guerre et à la génération du baby-boom. La première caserne de pompiers a été construite en 1947, et comptait d'emblée 25 pompier volontaires.
Au cours des années 1950, la ville poursuivit une expansion rapide avec la construction de dix écoles élémentaires sur la décennie. En 1952, Toro Manufacturing Co. s'installa à Bloomington : c'était la première entreprise de l'immense zone industrielle d'aujourd'hui.

### Depuis les années 1980

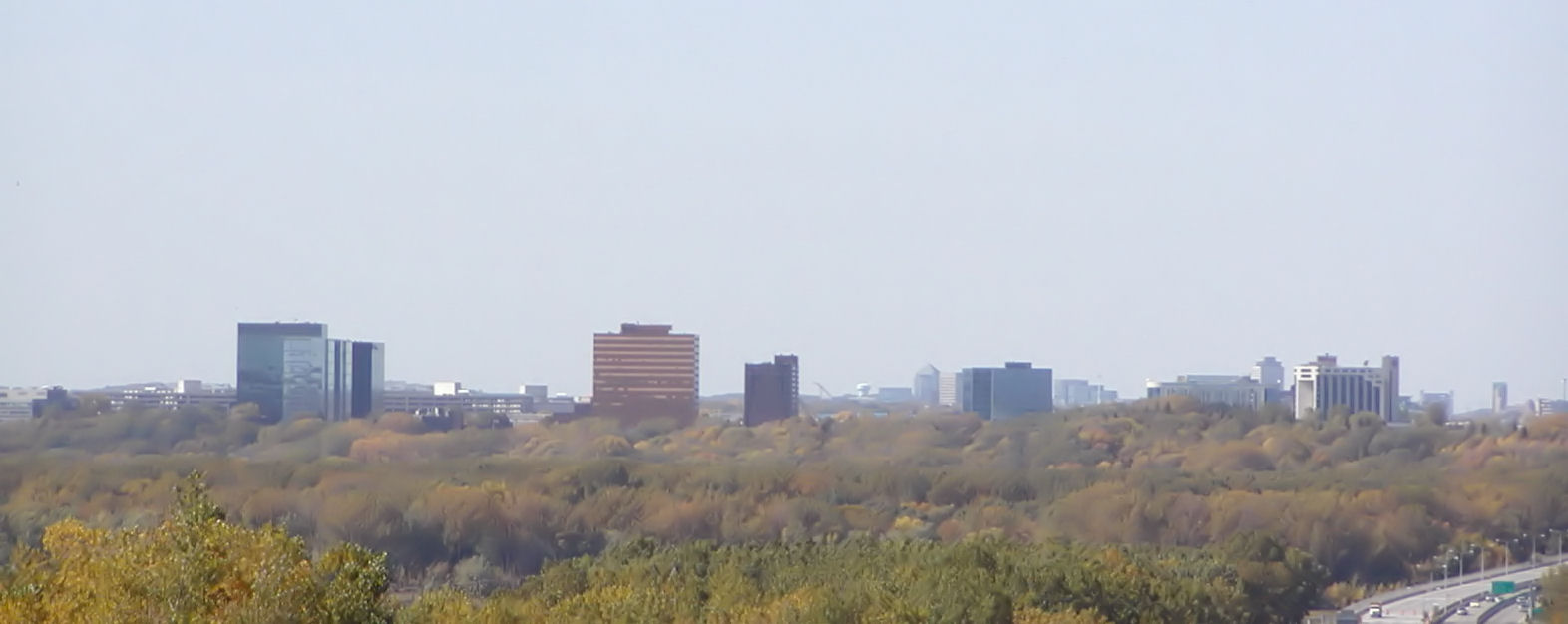
Panorama sur Bloomington.

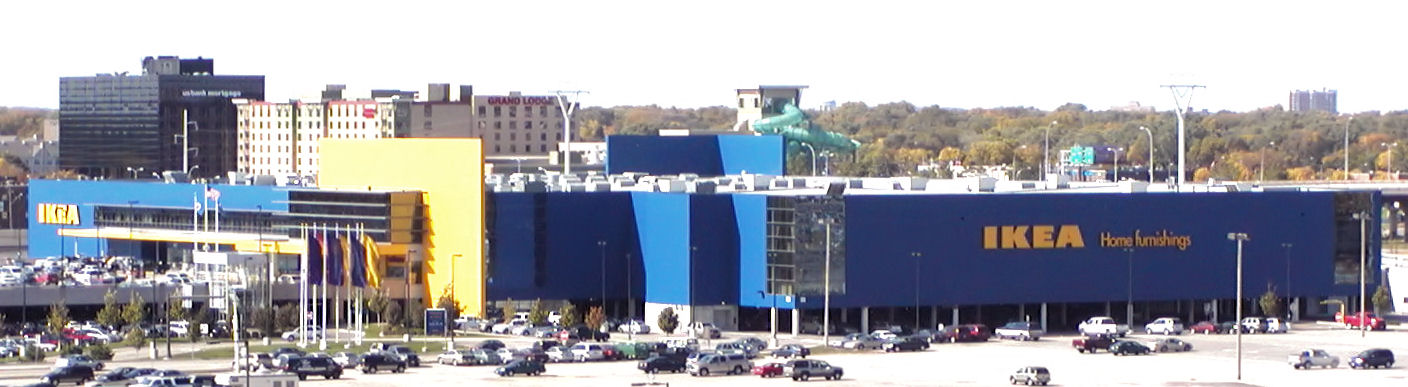
Bloomington IKEA

Dans les années 1980, l'économie de Bloomington a été bouleversée par le départ des deux grandes équipes de baseball, les Minnesota Twins et les Vikings pour le stade Métrodome Hubert H. Humphrey à Minneapolis-centre. Le 30 septembre 1981, un dernier match de baseball (Kansas City Royals 5, Twins 2) fut disputé au Metropolitan Stadium. En 1985, le Port de Bloomington a racheté le Met’ Stadium de 35 ha et en moins de deux ans obtint le permis de construire d'un hypermarché, le Mall of America. Les travaux commencés en 1989, permirent l'inauguration en 1992. Aujourd’hui, les actionnaires du Mall of America, réunis, forment le premier employeur du secteur privé de Bloomington, avec environ 13 000 salariés. En 1993, l'équipe de hockey des Minnesota North Stars a déménagé à Dallas, entraînant la démolition du Metropolitan Sports Center l'année suivante. En 2004, un magasin IKEA a repris la moitié ouest du site. Le reste du terrain est prévu pour la deuxième tranche du Mall of America. Au mois de mai 2006 le Water Park of America, le neuvième plus grand parc aquatique des États-Unis, a été inauguré.

## Géographie
Selon le Bureau de recensement des États-Unis, la ville s'étend sur 99,5 km2, dont 89,8 km2 de terres et 9,7 km2 d'eau. On dénombre trois reliefs différents sur le site de l'aire urbaine : la moitié nord-est de la ville est une plaine sédimentaire ; des collines peu élevées dominent à l'ouest, tandis que la vallée de la Minnesota se creuse tout à fait au sud.
Près d'un tiers de la ville est réservé aux parcs et jardins, avec notamment deux grandes zones naturelles : les prairies humides de Minnesota Valley (gérées par l'agglomération et le United States Fish and Wildlife Service) et la Réserve du lac Hyland (gérée par le district de Three Rivers).

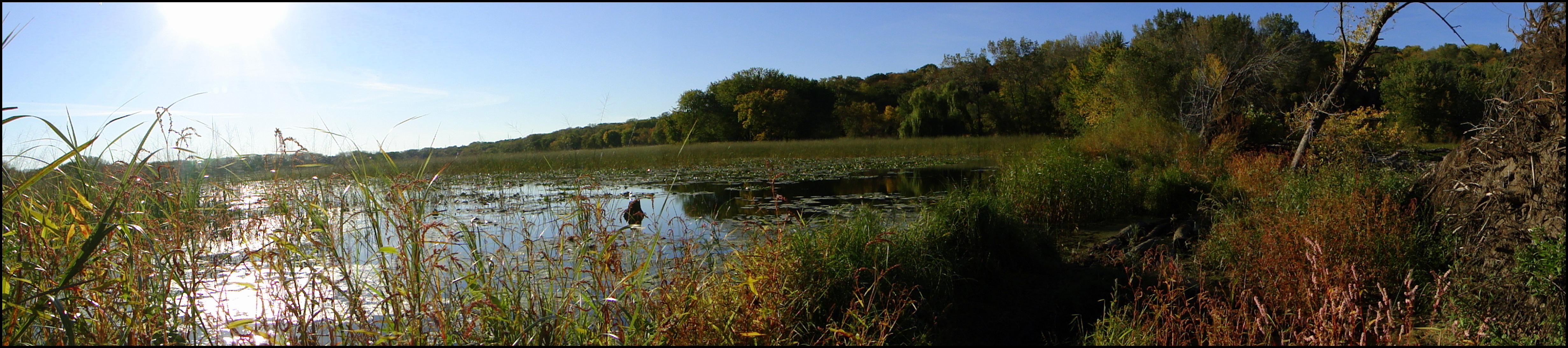
Les prairies humides du lit majeur de la Minnesota séparent la vallée des franges sud de l'agglomération de Bloomington.

Parmi les plans d'eau intra muros, les plus étendus sont le lac Bush du comté de Hennepin, le lac de Long Meadow, celui de Normandale, de Marsh, de Nine Mile Creek et de Penn ; il y a au total près de 100 lacs et marécages et leurs zones humides.
| Mois                              | jan. | fév. | mars | avril | mai  | juin  | jui.  | août  | sep. | oct. | nov. | déc. | année |
| --------------------------------- | ---- | ---- | ---- | ----- | ---- | ----- | ----- | ----- | ---- | ---- | ---- | ---- | ----- |
| Température minimale moyenne (°C) | −16  | −11  | −5   | 2     | 9    | 14    | 17    | 16    | 11   | 4    | −4   | −12  | 2,1   |
| Température maximale moyenne (°C) | −6   | −2   | 5    | 14    | 21   | 26    | 28    | 27    | 22   | 14   | 4    | −3   | 12,5  |
| Précipitations (mm)               | 26,4 | 20,1 | 47,2 | 58,7  | 82,3 | 110,2 | 102,6 | 102,9 | 68,3 | 53,6 | 49,3 | 25,4 | 747   |

La ville est fragmentée par l’Interstate 35W en West Bloomington, quartier d'habitation avec plusieurs immeubles de bureaux et quelques gratte-ciels le long de l’Interstate 494, et East Bloomington, faubourg industriel où se concentrent les entrepôts et le logement social. Les habitants eux-mêmes considèrent qu'ils sont d’East Bloomington ou de West Bloomington. La ligne de séparation va jusqu’à France Avenue, qui coïncide avec la subdivision de la carte scolaire.

## Personnalités liées à la commune
- Pete Docter (1968-), réalisateur, scénariste, producteur et acteur américain.